# Клан Денністоун
Клан Денністоун (шотл. - Clan Dennistoun) - клан Денністаун - один з кланів рівнинної частини Шотландії - Лоуленду. На сьогодні клан не має визнаного герольдами Шотландії вождя, тому називається в Шотландії «кланом зброєносців».

## Історія клану Денністоун
Назва клану Денністоун має територіальне походження і походить від назви баронства Данзілстоун (шотл. - Danzielstoun). Назва садиби і баронства Данзілстоун походить від імені лицаря Даніеля, що, можливо, був норманського походження. Назва з часом поступово змінювалася і набула форми Денністоун. 
Сер Х'ю Дензілстоун був одним з баронів та вождів кланів Шотландії, що присягнули на вірність королю Англії Едварду І Довгоногому у 1296 році. Але його ім’я не зустрічається в відповідному документі, що називається «Рагман Роллс». 
Його онучка - Єлизавета Мюр Роваллан одружилась з королем Шотландії Робертом II і була матір’ю майбутнього короля Шотландії Роберта III. Про це гордий клан Денністоун пам’ятає і має приказку: «Королі Шотландії походять від нас, а не ми належимо королям». 
Спорідненість з королями Шотландії призвела до того, що клан зумів зміцнити свій замок Думбартон. Але це мало і свої негативні наслідки: Роберт де Деніелстоун змушений був бути одним із тих шотландських шляхтичів, що пішли як заручники в Англію для викупу з полону короля Шотландії Давида II у 1357 році. 
У 1370 році Роберт де Деніелстоун був комісаром під час мирних перемовин з Англією. Він став наступником свого батька на посаді шерифа Леннокс і був каштеляном замку Думбартон. Після його смерті у 1399 році його брат Волтер захопив замок Думбартон і стверджував, що це власність клану, отже по праву замок належить йому. Він утримував замок Думбартон до 1402 року. 
Його родич - король Шотландії Роберт III запропонував йому вакантну посаду в єпархії Сент-Ендрюс як компенсацію за здачу замку. Пропозиція була щедрою, але Волтер помер раніше, аніж встиг цю пропозицію прийняти. 
Вільям де Даніелстоун вірно служив королю Роберту III і його сину - герцогу Ротсей. Його вдова - леді Марджорі отримувала пенсію від короля після смерті чоловіка у 1393 році. 
У XVII столітті клан Денністоун був втягнутий проти їх волі у конфлікт між королем Карлом І і парламентом. 
Джон Денністоун Колграйн воював на боці роялістів під час громадянської війни на Британських островах і приєднався до нещасливої спроби графа Гленкрайна відновити монархію у 1653 році. Тоді роялісти були повністю розгромлені. І хоча Джон Денністоун Колграйн врятував своє майно і майно клану від конфіскації, але він помер від ран, отриманих в битві. 
У середині XIX століття вожді клану Денністоун досягли вершини своєї могутності і впливу на суспільство в Шотландії. Вождь клану Денністоун служив в британській армії, командував кавалерією, був заступником лорд-лейтенанта Данбартонширу. 
Люди з інших гілок клану були багатими купцями в Глазго. Джон Денністоун багато зробив корисного і потрібного для міста Глазго в період 1837 - 1847 роки. 